# Дежедерас, Иван Петрович
Иван Петрович Дежедерас (Шедерас, de Jederac) — первый комендант восстановленной Таганрогской крепости (1769—1781), бригадир. 

## Биография
В русско-турецкой войне (1768—1774) командовал русскими полками, которые 2 апреля 1769 года вошли в Таганрог, принадлежавший Турции (Османской империи) по Белградскому договору 1739 года, и нашли город пустым. Российский штандарт был укреплён на самом возвышенном месте разрушенной крепости. Начались работы по восстановлению крепости и гавани по старым петровским чертежам. Сыновья Дежедераса погибли в русско-турецкой войне.
Для переселявшихся греков в Таганроге комендант Дежедерас отвел на форштадте греческий квартал, каковой по сие время называется Греческою улицею.